# Egypten i olympiska sommarspelen 2016
Egypten deltog med 120 deltagare vid de olympiska sommarspelen 2016 i Rio de Janeiro. Det blev tre stycken bronsmedaljer till den egyptiska truppen.

## Medaljörer
| Medalj | Namn         | Sport         | Gren                       | Datum           |
| ------ | ------------ | ------------- | -------------------------- | --------------- |
| Brons  | Mohamed Ihab | Tyngdlyftning | Herrarnas -77 kg           | 10 augusti 2016 |
| Brons  | Sara Ahmed   | Tyngdlyftning | Damernas -69 kg            | 10 augusti 2016 |
| Brons  | Hedaya Malak | Taekwondo     | Damernas fjädervikt -57 kg | 18 augusti 2016 |

## Bordtennis
| Spelare                                            | Gren       | Inledande omgång     | Omgång 1             | Omgång 2             | Omgång 3             | Åttondelsfinal       | Kvartsfinal          | Semifinal            | Final / BM           | Final / BM       |
| Spelare                                            | Gren       | Motståndare Resultat | Motståndare Resultat | Motståndare Resultat | Motståndare Resultat | Motståndare Resultat | Motståndare Resultat | Motståndare Resultat | Motståndare Resultat | Placering        |
| -------------------------------------------------- | ---------- | -------------------- | -------------------- | -------------------- | -------------------- | -------------------- | -------------------- | -------------------- | -------------------- | ---------------- |
| Khalid Assar                                       | Herrsingel | Wang Jn (CGO) L 3–4  | Gick inte vidare     | Gick inte vidare     | Gick inte vidare     | Gick inte vidare     | Gick inte vidare     | Gick inte vidare     | Gick inte vidare     | Gick inte vidare |
| Omar Assar                                         | Herrsingel | Bye                  | Afanador (PUR) W 4–2 | Kou (UKR) L 3–4      | Gick inte vidare     | Gick inte vidare     | Gick inte vidare     | Gick inte vidare     | Gick inte vidare     | Gick inte vidare |
| Nadeen El-Dawlatly                                 | Damsingel  | Bye                  | Lovas (HUN) L 0–4    | Gick inte vidare     | Gick inte vidare     | Gick inte vidare     | Gick inte vidare     | Gick inte vidare     | Gick inte vidare     | Gick inte vidare |
| Dina Meshref                                       | Damsingel  | Saidani (TUN) W 4–0  | Komwong (THA) L 1–4  | Gick inte vidare     | Gick inte vidare     | Gick inte vidare     | Gick inte vidare     | Gick inte vidare     | Gick inte vidare     | Gick inte vidare |
| Yousra Abdel Razek Nadeen El-Dawlatly Dina Meshref | Damlag     | i.u.                 | i.u.                 | i.u.                 | i.u.                 | Singapore L 0–3      | Gick inte vidare     | Gick inte vidare     | Gick inte vidare     | Gick inte vidare |

## Boxning
Herrar
| Boxare              | Gren          | Omgång 1             | Omgång 2             | Kvartsfinal           | Semifinal            | Final                | Final            |
| Boxare              | Gren          | Motståndare Resultat | Motståndare Resultat | Motståndare Resultat  | Motståndare Resultat | Motståndare Resultat | Placering        |
| ------------------- | ------------- | -------------------- | -------------------- | --------------------- | -------------------- | -------------------- | ---------------- |
| Mahmoud Abdelaal    | Lättvikt      | Benbaziz (ALG) L 0–3 | Gick inte vidare     | Gick inte vidare      | Gick inte vidare     | Gick inte vidare     | Gick inte vidare |
| Walid Sedik Mohamed | Weltervikt    | Kelly (GBR) L 0–3    | Gick inte vidare     | Gick inte vidare      | Gick inte vidare     | Gick inte vidare     | Gick inte vidare |
| Hosam Abdin         | Mellanvikt    | Clair (MRI) W 3–0    | Ntsengue (CMR) W 3–0 | Rodríguez (MEX) L 0–3 | Gick inte vidare     | Gick inte vidare     | Gick inte vidare |
| Abdelrahman Salah   | Lätt tungvikt | Sep (CRO) L 1–2      | Gick inte vidare     | Gick inte vidare      | Gick inte vidare     | Gick inte vidare     | Gick inte vidare |

## Brottning
Förkortningar:
- VT – Vinst genom fall.
- PP – Beslut efter poäng – förloraren fick tekniska poäng.
- PO – Beslut efter poäng – förloraren fick inte tekniska poäng.
- ST – Teknisk överlägsenhet – förloraren utan tekniska poäng och en marginal med minst 8 (grekisk-romersk stil) eller 10 (fristil) poäng.

Herrar, grekisk-romersk stil
| Brottare           | Gren                 | Kvalomgång                 | Omgång 1                       | Kvartsfinal          | Semifinal            | Återkval 1           | Återkval 2               | Final / BM           | Final / BM |
| Brottare           | Gren                 | Motståndare Resultat       | Motståndare Resultat           | Motståndare Resultat | Motståndare Resultat | Motståndare Resultat | Motståndare Resultat     | Motståndare Resultat | Placering  |
| ------------------ | -------------------- | -------------------------- | ------------------------------ | -------------------- | -------------------- | -------------------- | ------------------------ | -------------------- | ---------- |
| Haithem Mahmoud    | Bantamvikt -59kg     | Bye                        | Yun W-c (PRK) L 1–3 PP         | Gick inte vidare     | Gick inte vidare     | Gick inte vidare     | Gick inte vidare         | Gick inte vidare     | 12         |
| Adham Ahmed Saleh  | Lättvikt -66kg       | Bye                        | Arutjunjan (ARM) L 0–4 ST      | Gick inte vidare     | Gick inte vidare     | Bye                  | Ryu H-s (KOR) L 0–3 PO   | Gick inte vidare     | 18         |
| Mahmoud Fawzy      | Weltervikt -75kg     | Mursalijev (AZE) L 1–3 PP  | Gick inte vidare               | Gick inte vidare     | Gick inte vidare     | Gick inte vidare     | Gick inte vidare         | Gick inte vidare     | 15         |
| Ahmed Othman       | Mellanvikt -85kg     | Bye                        | Beleniuk (UKR) L 0–4 ST        | Gick inte vidare     | Gick inte vidare     | Bye                  | Bajryakov (BUL) L 1–3 PP | Gick inte vidare     | 14         |
| Hamdy El-Said      | Tungvikt -98kg       | Bye                        | Alexuc-Ciurariu (ROU) L 1–3 PP | Gick inte vidare     | Gick inte vidare     | Gick inte vidare     | Gick inte vidare         | Gick inte vidare     | 10         |
| Abdellatif Mohamed | Supertungvikt -130kg | Tjernetskji (UKR) L 0–4 ST | Gick inte vidare               | Gick inte vidare     | Gick inte vidare     | Gick inte vidare     | Gick inte vidare         | Gick inte vidare     | 17         |

Herrar, fristil
| Brottare         | Gren                 | Kvalomgång            | Omgång 1                | Kvartsfinal          | Semifinal            | Återkval 1            | Återkval 2           | Final / BM           | Final / BM |
| Brottare         | Gren                 | Motståndare Resultat  | Motståndare Resultat    | Motståndare Resultat | Motståndare Resultat | Motståndare Resultat  | Motståndare Resultat | Motståndare Resultat | Placering  |
| ---------------- | -------------------- | --------------------- | ----------------------- | -------------------- | -------------------- | --------------------- | -------------------- | -------------------- | ---------- |
| Mohamed Zaghloul | Lätt tungvikt -86kg  | Bye                   | Ceballos (VEN) L 0–3 PO | Gick inte vidare     | Gick inte vidare     | Gick inte vidare      | Gick inte vidare     | Gick inte vidare     | 17         |
| Diaaeldin Kamal  | Supertungvikt -125kg | Chebbi (TUN) W 4–0 ST | Ghasemi (IRI) L 0–3 PO  | Gick inte vidare     | Gick inte vidare     | Jarvis (CAN) L 0–3 PO | Gick inte vidare     | Gick inte vidare     | 9          |

Damer, fristil
| Brottare     | Gren                | Kvalomgång            | Omgång 1              | Kvartsfinal             | Semifinal                | Återkval 1           | Återkval 2           | Final / BM               | Final / BM |
| Brottare     | Gren                | Motståndare Resultat  | Motståndare Resultat  | Motståndare Resultat    | Motståndare Resultat     | Motståndare Resultat | Motståndare Resultat | Motståndare Resultat     | Placering  |
| ------------ | ------------------- | --------------------- | --------------------- | ----------------------- | ------------------------ | -------------------- | -------------------- | ------------------------ | ---------- |
| Enas Mostafa | Lätt tungvikt -69kg | Bye                   | Acosta (VEN) W 3–1 PP | Oliveira (BRA) W 5–0 VT | Vorobieva (RUS) L 0–5 VT | Bye                  | Bye                  | Syzdykova (KAZ) L 1–3 PP | 5          |
| Samar Amer   | Tungvikt -75kg      | Bukina (RUS) L 1–3 PP | Gick inte vidare      | Gick inte vidare        | Gick inte vidare         | Gick inte vidare     | Gick inte vidare     | Gick inte vidare         | 12         |

## Bågskytte
| Bågskytt      | Gren                           | Rankningsomgång | Rankningsomgång | Omgång 1            | Omgång 2          | Omgång 3          | Kvartsfinal       | Semifinal         | Final / BM        | Final / BM       |
| Bågskytt      | Gren                           | Poäng           | Seed            | Motståndare Poäng   | Motståndare Poäng | Motståndare Poäng | Motståndare Poäng | Motståndare Poäng | Motståndare Poäng | Placering        |
| ------------- | ------------------------------ | --------------- | --------------- | ------------------- | ----------------- | ----------------- | ----------------- | ----------------- | ----------------- | ---------------- |
| Ahmed El-Nemr | Herrarnas individuella tävling | 644             | 51              | Worth (AUS) L 0–6   | Gick inte vidare  | Gick inte vidare  | Gick inte vidare  | Gick inte vidare  | Gick inte vidare  | Gick inte vidare |
| Reem Mansour  | Damernas individuella tävling  | 596             | 56              | Lin S-c (TPE) L 0–6 | Gick inte vidare  | Gick inte vidare  | Gick inte vidare  | Gick inte vidare  | Gick inte vidare  | Gick inte vidare |

## Cykling

### Bana
Sprint
| Cyklist        | Gren            | Kval                 | Kval      | Omgång 1                         | Återkval 1                       | Omgång 2                         | Återkval 2                       | Kvartsfinal                      | Semifinal                        | Final                            | Final            |
| Cyklist        | Gren            | Tid Hastighet (km/h) | Placering | Motståndare Tid Hastighet (km/h) | Motståndare Tid Hastighet (km/h) | Motståndare Tid Hastighet (km/h) | Motståndare Tid Hastighet (km/h) | Motståndare Tid Hastighet (km/h) | Motståndare Tid Hastighet (km/h) | Motståndare Tid Hastighet (km/h) | Placering        |
| -------------- | --------------- | -------------------- | --------- | -------------------------------- | -------------------------------- | -------------------------------- | -------------------------------- | -------------------------------- | -------------------------------- | -------------------------------- | ---------------- |
| Ebtissam Zayed | Damernas sprint | 12,920 55,727        | 27        | Gick inte vidare                 | Gick inte vidare                 | Gick inte vidare                 | Gick inte vidare                 | Gick inte vidare                 | Gick inte vidare                 | Gick inte vidare                 | Gick inte vidare |

## Friidrott
Förkortningar
- Notera– Placeringar avser endast det specifika heatet.
- Q = Tog sig vidare till nästa omgång
- q = Tog sig vidare till nästa omgång som den snabbaste förloraren eller, i fältgrenarna, genom placering utan att nå kvalgränsen
- NR = Nationellt rekord
- N/A = Omgången fanns inte i grenen
- Bye = Idrottaren behövde inte tävla i omgången

Herrar
Bana och väg
| Idrottare      | Gren                | Heat     | Heat      | Semifinal        | Semifinal        | Final            | Final            |
| Idrottare      | Gren                | Resultat | Placering | Resultat         | Placering        | Resultat         | Placering        |
| -------------- | ------------------- | -------- | --------- | ---------------- | ---------------- | ---------------- | ---------------- |
| Anas Beshr     | Herrarnas 400 meter | DSQ      | DSQ       | Gick inte vidare | Gick inte vidare | Gick inte vidare | Gick inte vidare |
| Hamada Mohamed | Herrarnas 800 meter | 1:46,65  | 4 q       | 1:48,17          | 8                | Gick inte vidare | Gick inte vidare |

Fältgrenar
| Idrottare              | Gren                    | Kval    | Kval      | Final            | Final            |
| Idrottare              | Gren                    | Distans | Placering | Distans          | Placering        |
| ---------------------- | ----------------------- | ------- | --------- | ---------------- | ---------------- |
| Mohamed Mahmoud Hassan | Herrarnas släggkastning | 69,87   | 26        | Gick inte vidare | Gick inte vidare |

Damer
| Idrottare          | Gren               | Heat     | Heat      | Semifinal        | Semifinal        | Final            | Final            |
| Idrottare          | Gren               | Resultat | Placering | Resultat         | Placering        | Resultat         | Placering        |
| ------------------ | ------------------ | -------- | --------- | ---------------- | ---------------- | ---------------- | ---------------- |
| Fatma El-Shernoubi | Damernas 800 meter | 2:21,24  | 8         | Gick inte vidare | Gick inte vidare | Gick inte vidare | Gick inte vidare |

## Fäktning
Herrar
| Idrottare                                       | Gren                           | Omgång 2             | Omgång 2                 | Kvartsfinal           | Semifinal         | Final / BM                                      | Final / BM                        |                  |
| Idrottare                                       | Gren                           | Motståndare Poäng    | Motståndare Poäng        | Motståndare Poäng     | Motståndare Poäng | Motståndare Poäng                               | Placering                         |                  |
| ----------------------------------------------- | ------------------------------ | -------------------- | ------------------------ | --------------------- | ----------------- | ----------------------------------------------- | --------------------------------- | ---------------- |
| Ayman Fayez                                     | Herrarnas värja                | Bye                  | R Limardo (VEN) W 15–5   | Grumier (FRA) L 9–15  | Gick inte vidare  | Gick inte vidare                                | Gick inte vidare                  | Gick inte vidare |
| Alaaeldin Abouelkassem                          | Herrarnas florett              | Bye                  | Choupenitch (CZE) W 15–8 | Garozzo (ITA) L 13–15 | Gick inte vidare  | Gick inte vidare                                | Gick inte vidare                  | Gick inte vidare |
| Tarek Ayad                                      | Herrarnas florett              | Bye                  | Garozzo (ITA) L 8–15     | Gick inte vidare      | Gick inte vidare  | Gick inte vidare                                | Gick inte vidare                  | Gick inte vidare |
| Mohamed Essam                                   | Herrarnas florett              | Marques (BRA) W 15–8 | Massialas (USA) L 7–15   | Gick inte vidare      | Gick inte vidare  | Gick inte vidare                                | Gick inte vidare                  | Gick inte vidare |
| Alaaeldin Abouelkassem Tarek Ayad Mohamed Essam | Herrarnas lagtävling i florett | i.u.                 | i.u.                     | i.u.                  | USA L 37–45       | Classification semifinal Storbritannien L 43–45 | 7th place final Brasilien W 45–39 | 7                |
| Mohamed Amar                                    | Herrarnas sabel                | i.u.                 | Gu B-g (KOR) L 9–15      | Gick inte vidare      | Gick inte vidare  | Gick inte vidare                                | Gick inte vidare                  | Gick inte vidare |

Damer
| Idrottare     | Gren             | Omgång 2              | Omgång 2              | Kvartsfinal       | Semifinal         | Final / BM        | Final / BM       |                  |
| Idrottare     | Gren             | Motståndare Poäng     | Motståndare Poäng     | Motståndare Poäng | Motståndare Poäng | Motståndare Poäng | Placering        |                  |
| ------------- | ---------------- | --------------------- | --------------------- | ----------------- | ----------------- | ----------------- | ---------------- | ---------------- |
| Noura Mohamed | Damernas florett | Bye                   | Boubakri (TUN) L 4–15 | Gick inte vidare  | Gick inte vidare  | Gick inte vidare  | Gick inte vidare | Gick inte vidare |
| Nada Hafez    | Damernas sabel   | Benítez (VEN) L 11–15 | Gick inte vidare      | Gick inte vidare  | Gick inte vidare  | Gick inte vidare  | Gick inte vidare | Gick inte vidare |

## Gymnastik

### Artistisk
Damer
| Gymnast          | Gren                | Kval    | Kval    | Kval    | Kval    | Kval   | Kval      | Final            | Final            | Final            | Final            | Final            | Final            |
| Gymnast          | Gren                | Redskap | Redskap | Redskap | Redskap | Totalt | Placering | Redskap          | Redskap          | Redskap          | Redskap          | Totalt           | Placering        |
| Gymnast          | Gren                | V       | UB      | BB      | F       | Totalt | Placering | V                | UB               | BB               | F                | Totalt           | Placering        |
| ---------------- | ------------------- | ------- | ------- | ------- | ------- | ------ | --------- | ---------------- | ---------------- | ---------------- | ---------------- | ---------------- | ---------------- |
| Sherine El-Zeiny | Damernas fristående | i.u.    | i.u.    | i.u.    | 12,533  | 12,533 | 69        | Gick inte vidare | Gick inte vidare | Gick inte vidare | Gick inte vidare | Gick inte vidare | Gick inte vidare |

## Judo
| Idrottare          | Gren                            | Omgång 1             | Omgång 2                    | Omgång 3                    | Kvartsfinaler           | Semifinaler          | Återkval             | Final / BM           | Final / BM       |
| Idrottare          | Gren                            | Motståndare Resultat | Motståndare Resultat        | Motståndare Resultat        | Motståndare Resultat    | Motståndare Resultat | Motståndare Resultat | Motståndare Resultat | Placering        |
| ------------------ | ------------------------------- | -------------------- | --------------------------- | --------------------------- | ----------------------- | -------------------- | -------------------- | -------------------- | ---------------- |
| Ahmed Abelrahman   | Herrarnas extra lättvikt −60kg  | Bye                  | Bestaev (KGZ) L 000–101     | Gick inte vidare            | Gick inte vidare        | Gick inte vidare     | Gick inte vidare     | Gick inte vidare     | Gick inte vidare |
| Mohamed Mohy Eldin | Herrarnas lättvikt −73kg        | Bye                  | Ganbaatar (MGL) L 001–100   | Gick inte vidare            | Gick inte vidare        | Gick inte vidare     | Gick inte vidare     | Gick inte vidare     | Gick inte vidare |
| Mohamed Abdelaal   | Herrarnas halv mellanvikt −81kg | Bye                  | Uuganbaatar (MGL) W 101–100 | Khalmurzaev (RUS) L 000–010 | Gick inte vidare        | Gick inte vidare     | Gick inte vidare     | Gick inte vidare     | Gick inte vidare |
| Ramadan Darwish    | Herrarnas halv tungvikt −100kg  | Bye                  | Dugasse (SEY) W 100–000     | Armenteros (CUB) W 001–000  | Gasimov (AZE) L 000–100 | Gick inte vidare     | Frey (GER) L 000–100 | Gick inte vidare     | 7                |
| Islam El Shehaby   | Herrarnas tungvikt +100kg       | i.u.                 | Sasson (ISR) L 000–100      | Gick inte vidare            | Gick inte vidare        | Gick inte vidare     | Gick inte vidare     | Gick inte vidare     | Gick inte vidare |

## Kanotsport

### Sprint
| Kanotist        | Gren                | Heat   | Heat      | Semifinaler      | Semifinaler      | Final            | Final            |
| Kanotist        | Gren                | Tid    | Placering | Tid              | Placering        | Tid              | Placering        |
| --------------- | ------------------- | ------ | --------- | ---------------- | ---------------- | ---------------- | ---------------- |
| Karim Elsayed   | Herrarnas K-1 200 m | 37,294 | 7         | Gick inte vidare | Gick inte vidare | Gick inte vidare | Gick inte vidare |
| Menatalla Karim | Damernas K-1 200 m  | 49,596 | 7         | Gick inte vidare | Gick inte vidare | Gick inte vidare | Gick inte vidare |

## Konstsim
| Idrottare | Gren  | Teknisk omgång | Teknisk omgång | Fri omgång (inledande) | Fri omgång (inledande)    | Fri omgång (inledande) | Fri omgång (final) | Fri omgång (final)        | Fri omgång (final) |
| Idrottare | Gren  | Poäng          | Placering      | Poäng                  | Totalt (tekniskt + fritt) | Placering              | Poäng              | Totalt (tekniskt + fritt) | Placering          |
| --- | ----- | -------------- | -------------- | ---------------------- | ------------------------- | ---------------------- | ------------------ | ------------------------- | ------------------ |
| Samia Ahmed Dara Hassanien | Duett | 76,5306        | 23             | 77,6000                | 154,1306                  | 23                     | Gick inte vidare   | Gick inte vidare          | Gick inte vidare   |
| Nariman Abdelhafiz Leila Abdelmoez Samia Ahmed Nour El-Ayoubi Jomana El-Maghrabi Dara Hassanien Salma Negmeldin Nada Saafan Nehal Saafan | Lag   | 76,9838        | 7              | i.u.                   | i.u.                      | i.u.                   | 78,5667            | 155,5505                  | 7                  |

## Modern femkamp
| Idrottare      | Gren                 | Fäktning (värja en stöt) | Fäktning (värja en stöt) | Fäktning (värja en stöt) | Fäktning (värja en stöt) | Simning (200 m frisim) | Simning (200 m frisim) | Simning (200 m frisim) | Ridning (hoppning) | Ridning (hoppning) | Ridning (hoppning) | Kombinerat: skytte/löpning (10 m luftpistol)/(3200 m) | Kombinerat: skytte/löpning (10 m luftpistol)/(3200 m) | Kombinerat: skytte/löpning (10 m luftpistol)/(3200 m) | Totalpoäng | Slutlig placering |
| Idrottare      | Gren                 | RR                       | BR                       | Placering                | Poäng                    | Tid                    | Placering              | Poäng                  | Straff             | Placering          | Poäng              | Tid                                                   | Placering                                             | Poäng                                                 | Totalpoäng | Slutlig placering |
| -------------- | -------------------- | ------------------------ | ------------------------ | ------------------------ | ------------------------ | ---------------------- | ---------------------- | ---------------------- | ------------------ | ------------------ | ------------------ | ----------------------------------------------------- | ----------------------------------------------------- | ----------------------------------------------------- | ---------- | ----------------- |
| Amro El-Geziry | Herrar, individuellt | 18–17                    | 0                        | 18                       | 208                      | 1:55.80                | 2                      | 353                    | 9                  | 10                 | 291                | 12:39.19                                              | 35                                                    | 541                                                   | 1393       | 25                |
| Omar El-Geziry | 23–12                | 1                        | 3                        | 239                      | 2:03,62                  | 15                     | 330                    | 35                     | 28                 | 265                | 12:11,94           | 33                                                    | 569                                                   | 1403                                                  | 23         |                   |
| Haydy Morsy    | Damer, individuellt  | 14–21                    | 0                        | 32                       | 184                      | 2:26,11                | 36                     | 262                    | EL                 | =31                | 0                  | 13:24,93                                              | 28                                                    | 496                                                   | 942        | 36                |

## Ridsport

### Hoppning
| Ryttare         | Häst   | Gren         | Kval     | Kval      | Kval     | Kval     | Kval      | Kval     | Kval     | Kval      | Final            | Final            | Final            | Final            | Final            | Totalt           | Totalt           |
| Ryttare         | Häst   | Gren         | Omgång 1 | Omgång 1  | Omgång 2 | Omgång 2 | Omgång 2  | Omgång 3 | Omgång 3 | Omgång 3  | Omgång A         | Omgång A         | Omgång B         | Omgång B         | Omgång B         | Totalt           | Totalt           |
| Ryttare         | Häst   | Gren         | Straff   | Placering | Straff   | Totalt   | Placering | Straff   | Totalt   | Placering | Straff           | Placering        | Straff           | Totalt           | Placering        | Straff           | Placering        |
| --------------- | ------ | ------------ | -------- | --------- | -------- | -------- | --------- | -------- | -------- | --------- | ---------------- | ---------------- | ---------------- | ---------------- | ---------------- | ---------------- | ---------------- |
| Karim El-Zoghby | Amelia | Individuellt | 0        | =1 Q      | 9        | 9        | =42 Q     | 9        | 18       | =40       | Gick inte vidare | Gick inte vidare | Gick inte vidare | Gick inte vidare | Gick inte vidare | Gick inte vidare | Gick inte vidare |

## Rodd
| Roddare              | Gren                    | Heat    | Heat      | Återkval | Återkval  | Kvartsfinal | Kvartsfinal | Semifinal | Semifinal | Final   | Final     |
| Roddare              | Gren                    | Tid     | Placering | Tid      | Placering | Tid         | Placering   | Tid       | Placering | Tid     | Placering |
| -------------------- | ----------------------- | ------- | --------- | -------- | --------- | ----------- | ----------- | --------- | --------- | ------- | --------- |
| Abdelkhalek El-Banna | Herrarnas singelsculler | 7:34,05 | 3 QF      | Bye      | Bye       | 6:50,82     | 3 SA/B      | 7:13,55   | 5 FB      | 6:54,94 | 10        |
| Nadia Negm           | Damernas singelsculler  | 9:14,55 | 3 QF      | Bye      | Bye       | 8:25,75     | 6 SC/D      | 8:39,50   | 6 FD      | 8:09,47 | 24        |

## Segling
| Seglare     | Gren            | Lopp | Lopp | Lopp | Lopp | Lopp | Lopp | Lopp | Lopp | Lopp | Lopp | Lopp | Nettopoäng | Finalplacering |
| Seglare     | Gren            | 1    | 2    | 3    | 4    | 5    | 6    | 7    | 8    | 9    | 10   | M*   | Nettopoäng | Finalplacering |
| ----------- | --------------- | ---- | ---- | ---- | ---- | ---- | ---- | ---- | ---- | ---- | ---- | ---- | ---------- | -------------- |
| Ahmed Ragab | Herrarnas laser | 36   | 22   | 44   | 41   | 41   | 41   | 42   | 40   | 45   | 42   | EL   | 349        | 43             |

## Simhopp
| Youssef Ezzat  | Herrarnas 3 m  | 360,95 | 25 | Gick inte vidare | Gick inte vidare | Gick inte vidare | Gick inte vidare |
| Mohab El-Kordy | Herrarnas 10 m | 305,50 | 28 | Gick inte vidare | Gick inte vidare | Gick inte vidare | Gick inte vidare |
| Maha Amer      | Damernas 3 m   | 238,55 | 28 | Gick inte vidare | Gick inte vidare | Gick inte vidare | Gick inte vidare |
| Maha Gouda     | Damernas 10 m  | 276,15 | 24 | Gick inte vidare | Gick inte vidare | Gick inte vidare | Gick inte vidare |

## Simning
Herrar
| Idrottare        | Gren               | Heat       | Heat      | Semifinal        | Semifinal        | Final            | Final            |
| Idrottare        | Gren               | Tid        | Placering | Tid              | Placering        | Tid              | Placering        |
| ---------------- | ------------------ | ---------- | --------- | ---------------- | ---------------- | ---------------- | ---------------- |
| Ahmed Akram      | 400 m frisim       | 3.49,46    | 27        | i.u.             | i.u.             | Gick inte vidare | Gick inte vidare |
| Ahmed Akram      | 1 500 m frisim     | 14.58,37   | 11        | i.u.             | i.u.             | Gick inte vidare | Gick inte vidare |
| Marwan El-Amrawy | 10 km öppet vatten | i.u.       | i.u.      | i.u.             | i.u.             | 1:59.17,2        | 23               |
| Marwan El-Kamash | 200 m frisim       | 1.47,52    | 24        | Gick inte vidare | Gick inte vidare | Gick inte vidare | Gick inte vidare |
| Marwan El-Kamash | 400 m frisim       | 3.47,43    | 16        | i.u.             | i.u.             | Gick inte vidare | Gick inte vidare |
| Mohamed Hussein  | 200 m medley       | 2.02,36    | 25        | Gick inte vidare | Gick inte vidare | Gick inte vidare | Gick inte vidare |
| Ali Khalafalla   | 50 m frisim        | 22,25 0NR0 | 23        | Gick inte vidare | Gick inte vidare | Gick inte vidare | Gick inte vidare |

Damer
| Idrottare    | Gren               | Heat       | Heat      | Semifinal        | Semifinal        | Final            | Final            |
| Idrottare    | Gren               | Tid        | Placering | Tid              | Placering        | Tid              | Placering        |
| ------------ | ------------------ | ---------- | --------- | ---------------- | ---------------- | ---------------- | ---------------- |
| Reem Kaseem  | 10 km öppet vatten | i.u.       | i.u.      | i.u.             | i.u.             | 2:05.19,1        | 25               |
| Farida Osman | 50 m frisim        | 24,91      | =18       | Gick inte vidare | Gick inte vidare | Gick inte vidare | Gick inte vidare |
| Farida Osman | 100 m fjärilsim    | 57,83 0AR0 | 11 Q      | 58,26            | 11               | Gick inte vidare | Gick inte vidare |

## Taekwondo
| Idrottare        | Gren             | Åttondelsfinaler        | Kvartsfinaler          | Semifinaer            | Återkval             | Final                   | Final            |
| Idrottare        | Gren             | Motståndare Resultat    | Motståndare Resultat   | Motståndare Resultat  | Motståndare Resultat | Motståndare Resultat    | Placering        |
| ---------------- | ---------------- | ----------------------- | ---------------------- | --------------------- | -------------------- | ----------------------- | ---------------- |
| Ghofran Zaki     | Herrarnas −68 kg | Abu-Ghaush (JOR) L 1–9  | Bye                    | Bye                   | Lee D-h (KOR) L 6–14 | Gick inte vidare        | 7                |
| Hedaya Malak     | Damernas −57 kg  | Patiño (COL) W 13–0 PTG | Hamada (JPN) W 3–0 SUD | Calvo (ESP) L 0–1 SUD | Bye                  | Asemani (BEL) W 1–0 SUD | 3                |
| Seham El-Sawalhy | Damernas −67 kg  | Gbagbi (CIV) L 3–4      | Gick inte vidare       | Gick inte vidare      | Gick inte vidare     | Gick inte vidare        | Gick inte vidare |